# 7,62×51 mm NATO
7,62×51mm NATO (službeno NATO-vo nazivlje - 7.62 NATO) je standardna dimenzija metka (čahure) za vatrena oružja. Razvijen je u 1950-ima kao standard za mala oružja unutar članica NATO-a.
7.62 NATO je uveden za američku pušku M14 i strojnicu M60 u kasnim 50-im. M14 je zamijenjen u američkoj službi otkada je pješaštvo usvojilo suvremeniju pušku M16 kalibriranu za manji 5,56mm NATO. No, M14 i mnoga druga oružja koja koriste 7,62×51 su još u službi, osobito u slučaju snajperskih pušaka i strojnica koje su izabrale specijalne postrojbe.
Iako nisu isti, 7,62×51mm NATO i komercijalni .308 Winchester su slični, premda Institut za proizvođače streljiva i sportskih oružja (SAAMI) ne smatra da je nesigurno ispaljivati NATO runde u oružju napravljenom za trgovinsku rundu. Bilo je puno značajnih rasprava o kompatibilnoj cijevi i o tlaku na kraju cijevi između dva metka temeljena na barutnom punjenju i debljini kod vojnih i komercijalnih rundi. Debata je obostrana, te ATF preporučuje provjeru na urezu ili žigu cijevi, ako je vlasnik oružja nesiguran, neka se savjetuje s proizvođačem.

## Pregled
Sama runda (čahura koja drži metak) ima slični balistički učinak kod većine vatrenih oružja kao što je .30-06 Springfield koji je zamijenjen u američkoj službi. Iako kraći, standardna punjenja ispaljuju slične težine metka sa samo lakšom redukcijom u brzini. Manja čahura zahtjeva manje mesinga i prinosi manju rundu. Ova kraća runda omogućuje smanjenu veličinu i težinu oružja kojeg koristi.

## Razvoj
Razvoj 7,62×51mm NATO počeo je odmah nakon 1. svjetskog rata kada se pokazalo da se krupna, jaka .30-06 runda teško prilagođava poluautomatskim puškama. Manje moćnija runda omogućila bi lakši paljbeni mehanizam. U to vrijeme, dizajn koji je najviše obećavao bio je .276 Pedersen. Kada se eventualno demonstriralo da je .30-06 pogodan za poluautomatske puške, .276-ica je odbačena.
Kada se rat počeo ponovno nazirati samo nekoliko desetljeća poslije, .30-06 je bila jedina runda dostupna i M1 Garand je bio pružan američkim trupama s većom vatrenom moći nego od protivničkih bolterica/repetirka. Garand je radio tako dobro da je SAD vidio malu potrebu da ga zamijeni tijekom 2. svjetskog rata i .30-06 je dobro služila u Korejskom ratu i sredinom 1960-ih.
Tijekom 1940-ih i ranih 1950-ih, provedeno je nekoliko eksperimenata kako bi se Garand poboljšao. Jedna od najčešćih žalbi bila je to da je ograničeni kapacitet en-blok koji drži 8 rundi i mnogi pokusni dizajni modificirali su oružje s odvojivim okvirnim šaržerom (spremnikom). Puška T20 od Springfield oružarnice (Springfield Armory) bila je automatska verzija. Premda nikada usvojena, iskustvo s automatskim Garandom dovelo je do osnovnih temelja za svoju zamjenu.